# Giacciano con Baruchella
Giacciano con Baruchella es un municipio italiano situado en la provincia de Rovigo, en Véneto. Tiene una población estimada, a fines de octubre de 2023, de 2060 habitantes.

## Evolución demográfica
| Gráfica de evolución demográfica de Giacciano con Baruchella entre 1861 y 2023 |
|                                                                                |
| Fuente: ISTAT - Elaboración gráfica de Wikipedia                               |